# Grandval
Grandval é uma comuna francesa na região administrativa de Auvérnia-Ródano-Alpes, no departamento Puy-de-Dôme. Estende-se por uma área de 9,54 km². Em 2010 a comuna tinha 120 habitantes (densidade: 12,6 hab./km²).